# Sfera din Salzburg

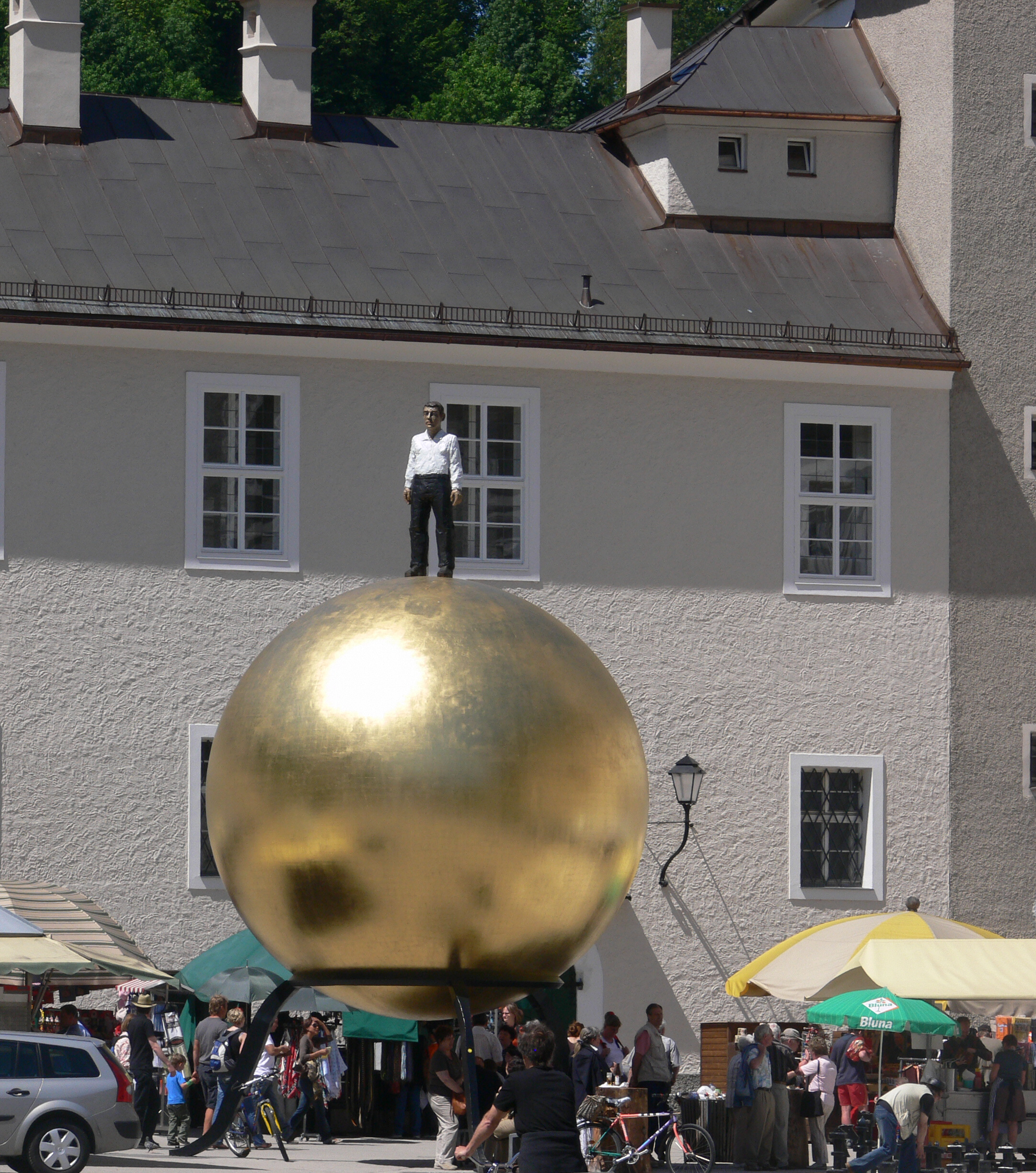
Balkenhol-Mozartkugel

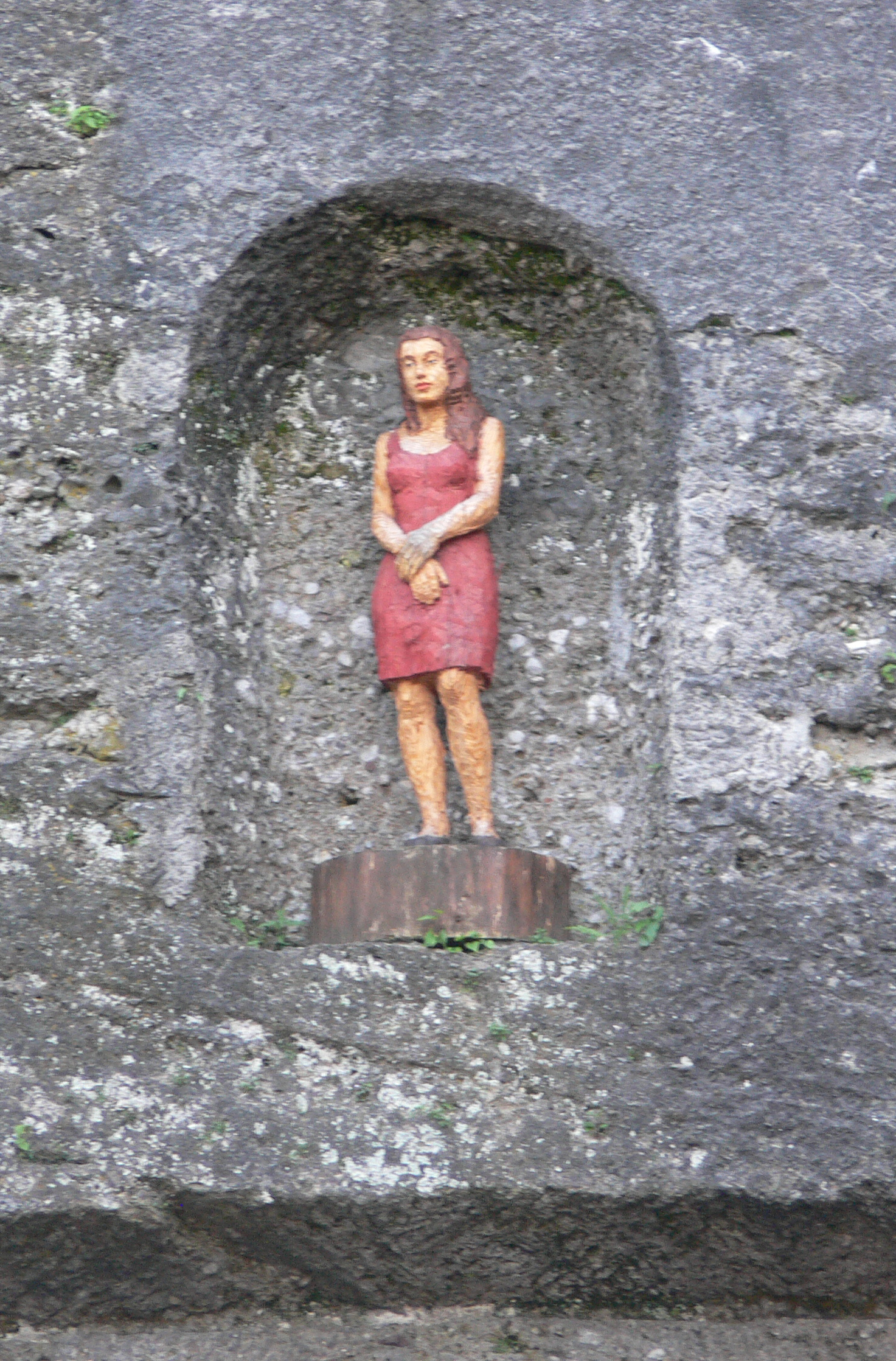
Femeia din stâncă

Sfera (în germană Sphaera) este o operă de artă din centrul istoric al orașului Salzburg, formată din:
- o figură masculină, stând pe o minge de aur gigantică în Kapitelplatz, și
- „Femeia din stâncă”, o figură feminină într-o crăpătură din Toscanini-Hof.

Opera de artă a fost realizată în cadrul „Kunstprojekt Salzburg 2007” de către sculptorul german Stephan Balkenhol.

## Părțile componente

### Mingea cu figura bărbătească
Această operă de artă este mai bine cunoscută prin termenul colocvial „Balkenhol-Mozartkugel”. Ea este formată dintr-o sferă de două tone, placată cu aur și cu un diametru de cinci metri. Mingea este confecționată din fibră de sticlă ranforsată cu plastic și este așezată pe un cadru din fier forjat, cu o greutatea de 3,5 tone. Pe minge, la înălțimea de nouă metri, este o figură bărbătească din bronz cu greutatea de 300 de kilograme, având pantaloni negri și cămașă albă. Această vestimentație este tipică pentru operele de artă ale lui Stefan Balkenhol.

### Femeia din stâncă
Contrapartida mai mare a omului de pe minge arată o femeie cu o rochie roșie, care stă în picioare într-o nișă de stâncă din Toscaninihof. Ea trebuie să amintească de un sfânt tunel.

## Context
Această operă de artă a fost realizată la inițiativa Salzburg Foundation. Aceasta din urmă a fost fondată în 2001 ca o inițiativă privată și s-a vrut a fi o formă modernă de patronaj. Acest proiect, care nu a primit subvenții publice, a adunat artiști internaționali pentru orașul Salzburg și i-a stimulat să realizeze o lucrare specifică de artă pentru un loc din oraș ales de ei. Invitația a fost acceptată de către artiști precum Manfred Wakolbinger, Anselm Kiefer, Mario Merz, Marina Abramovic, Markus Lüpertz, James Turrell, Anthony Cragg, Christian Boltanski, Jaume Plensa, Brigitte Kowanz, Erwin Wurm și bineînțeles Stephan Balkenhol.